# Rtiščevo

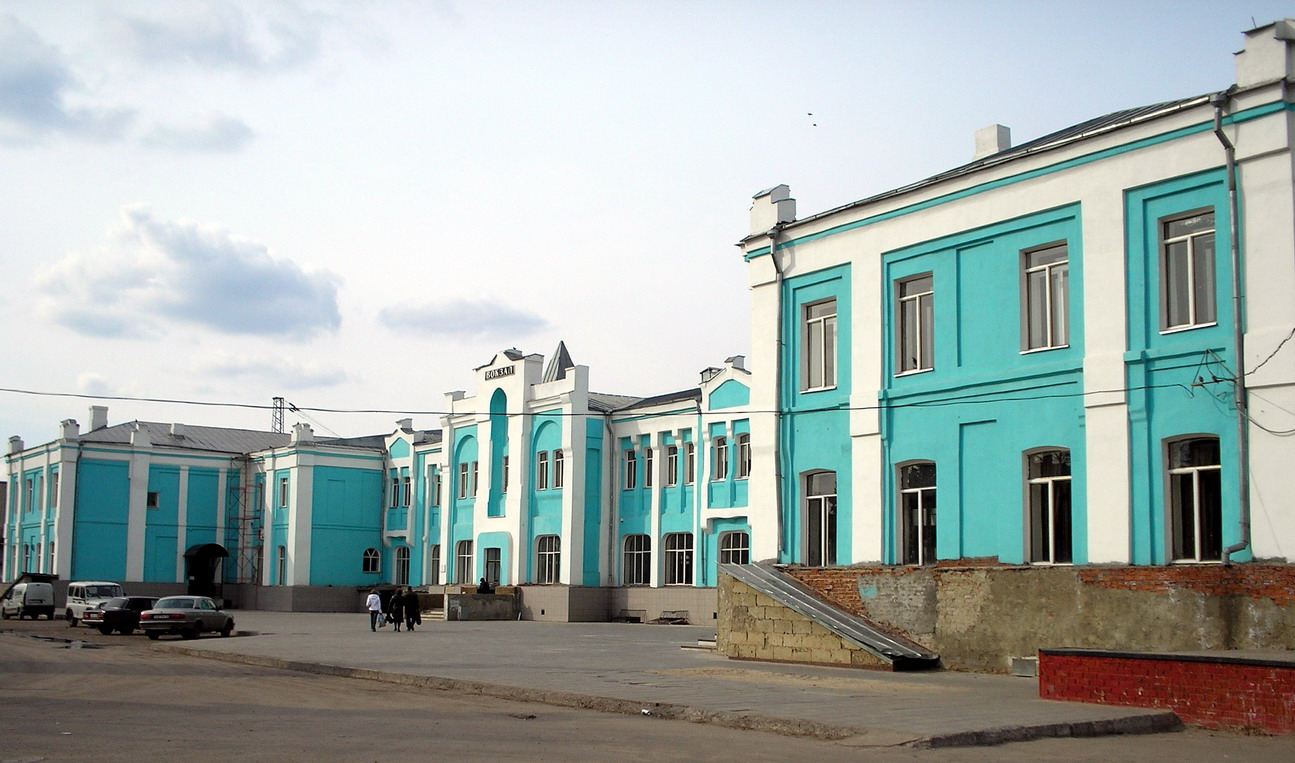
Stazione ferroviaria di Rtiščevo-I

Rtiščevo è una città della Russia europea centro-meridionale, situata nell'oblast' di Saratov.
La sua fondazione risale al 1666; lo status di città fu concesso nel 1920, è capoluogo del Rtiščevskij rajon.

## Società

### Evoluzione demografica
| 1875 | 0,886 | 1923 | 10,8 | 1940 | 30,0 | 1970 | 37,1 | 1996 | 45,1 | 2005 | 43,6 |
| 1897 | ~3,0  | 1926 | 11,4 | 1942 | 28,2 | 1979 | 41,1 | 2000 | 45,0 | 2006 | 43,4 |
| 1912 | ~6,0  | 1936 | 23,1 | 1959 | 32,7 | 1989 | 44,3 | 2001 | 44,8 | 2007 | 43,3 |
| 1917 | 8,6   | 1939 | 24,8 | 1967 | 35,8 | 1992 | 44,3 | 2003 | 44,2 |      |      |